# 두근두근! 프리큐어
두근두근! 프리큐어(일본어: ドキドキ！プリキュア 도키도키 푸리큐아[*], 영어: DOKIDOKI! PRECURE)는 도에이 애니메이션 제작의 애니메이션이다.

## 개요
- 아사히 방송 및 TV 아사히 계열국을 통해 2013년 2월 3일부터 2014년 1월 26일까지 방영되었다.
- 프리큐어 시리즈 통상 10번째 작품이자 8대 프리큐어에 해당되는 작품. 초기 멤버가 처음부터 4명 구성으로, 〈프레시 프리큐어!〉부터 〈스위트 프리큐어♪〉까지의 작품이 2 ~ 3명의 주인공이 먼저 나왔다 중간에 새로운 주인공 1 ~ 2명을 추가하는 방식이 아닌, 전작 〈스마일 프리큐어!〉처럼 처음부터 4명의 주역들이 모두 나온다. 그리고 2년 만에 스위트처럼 본편 중간에 참가하는 프리큐어가 등장한다. 또한 적측에 새로운 캐릭터가 참가하는 것도 프레시 이래로 4년만이다.
- 본 작품부터 도에이 애니메이션 프로듀서가 우메자와 아츠토시에서 시바타 히로아키로 교체되며, 본 작품의 감독과 각본인 코가 고우, 야마구치 료타는 프리큐어 시리즈에 처음으로 참가하게 된다. 또한 프레시부터 주제가 및 OST를 담당해 오던 타카나시 야스하루가 교체되고 타카키 히로시가 새로 맡게 된다.
- 프리큐어 시리즈 최초로 보라색 계열의 프리큐어가 처음 등장하게 되었다.[2]
- 가족이 모두 있는 마나, 릿카, 아리스를 제외하고 나머지는 프리큐어 시리즈 캐릭터들 중 최초로 조실부모한 고아 출신과 수양 할머니 손에서 자랐던 이력이 있다.
- 프리큐어5 미나즈키 카렌 이후 집사의 보호를 받으며 자라온 캐릭터가 있다. 다만 파란색으로 설정된 그쪽과는 달리 이쪽은 노란색이며 색상을 제외하면 부모가 외부활동을 한다는 설정이 있고 부잣집 아가씨라는 공통점이 있다. 프리큐어 변신에 있어서도 한 번 실패했다가 5번째 마지막으로 첫 변신을 했던 것과는 달리 이쪽은 3번째로 변신하고 단 한 번에 첫 변신에 성공한다.
- 대한민국에서는 2016년 7월 25일부터 11월 8일까지 애니박스 및 대원방송 계열국을 통해 '심쿵! 프리큐어'라는 제목으로 방영되었다.
- 주인공을 포함한 프리큐어 전원이 모두 엄친딸스러운 모습을 보인다. 우선 학생회장, 성적우수, 스포츠 만능/전국 최상위권 수재, 학생회 서기/재벌가의 아가씨, 교양만능/인기 최고 아이돌 이렇게 구성되어 있다. 그래서 팬들에게는 '스펙큐어'라고 불리고 있다.
- 극장판 한정으로 큐어 하트가 부상을 입으면서 프리큐어 시리즈로서는 최초로 피를 흘리게 되었던 캐릭터가 되었다. 또 프리큐어들이 10년 후 성인이 되었던 모습이 나오기도 하였다.

## 방송 일시
| 방송 채널                  | 방송일                           | 방송 시간 |
| -------------------------- | -------------------------------- | --------- |
| TV 아사히 계열 아사히 방송 | 2013년 2월 3일 ~ 2014년 1월 26일 | 종료      |

## 등장인물

### 프리큐어
아이다 마나(마나) / 큐어 하트 (相田 マナ / キュアハート)
성우 - 나바타메 히토미, 정소영
색깔 -      분홍색
주인공으로, 항상 밝고 생기 넘치는 소녀. 오오가이 제1중학교의 학생회장을 맡고 있으며, 학생들은 물론, 주위의 어른들에게도 신망을 얻고 있다. 절친인 릿카가 걱정할만큼 맘이 착하고 곤란해 있는 사람을 내버려 두지 못하는 성격. 나쁘게 말하면 지나치게 오지랖이 넓다. 또한 생각보다 몸이 먼저 나가는 타입으로, 어떤 일이든 직접 몸으로 부딪히면서 해결해 나가려 한다. 공부는 물론 운동신경도 좋으며 언뜻 보면 흠잡을데 없이 완벽하지만, 사실 치명적인 음치라는 약점이 있다. 하지만 레지나 등장 이후에는 레지나 바라기가 되어 안티도 상당하기도 한다. 생일은 8월 4일, 별자리는 사자자리.
히시카와 릿카(루시아) / 큐어 다이아몬드 (菱川 六花 / キュアダイヤモンド)
성우 - 코토부키 미나코, 강시현
색깔 -      파란색
마나의 이웃에 사는 소녀로 10년 지기 소꿉친구. 마나와 같은 중학교에서 학생회의 서기를 맡고 있으며, 머리가 좋고 전국 모의고사에서 상위 10등 안에 드는 우수하다. 어려서부터 늘 귀찮은 일도 마다않고 남을 돕는 일을 해온 마나를 뒤따라다니며 도와주었다. 그 때문에 마나로부터 진심으로 감사받고 있지만, 자신도 그런 마나에게 용기를 얻기도 한다. 생일은 9월 17일, 별자리는 처녀자리.
요츠바 아리스(앨리스) / 큐어 로제타 (四葉 ありす / キュアロゼッタ)
성우 - 후치가미 마이, 김새해
색깔 -      노란색
요츠바 재벌의 영애. 마나와 릿카와는 6살 때부터 알아온 소꿉친구 사이이며, 초등학교 때는 같은 학교에 다녔었다. 현재는 명문 사립 나나츠바시 학원에 다니고 있다. 생일은 5월 28일, 별자리는 쌍둥이자리.
켄자키 마코토(리라) / 큐어 소드 (剣崎 真琴 / キュアソード)
성우 - 미야모토 카나코, 김하영
색깔 -      보라색
인기 절정의 아이돌 스타. 애칭은 마코삐(まこぴー). 정체는 트럼프 왕국에서부터 마리 앙주 공주와 함께 지구로 도망쳐 온 프리큐어로, 현재는 공주와 떨어져 혼자가 되었다. 지코츄에게 침략당한 트럼프 왕국을 지키지 못한 것을 후회하며, 하루 빨리 공주를 찾아 트럼프 왕국을 구하겠다는 강한 사명감을 짊어지고 있다. 때문에 동료에게 의지하지 않고 자기희생적인 전투방식을 펼치며 처음에는 다른 멤버들과 거리를 두기도 했지만, 마나의 진실한 태도에 조금씩 마음을 열어 7화에서 마나 일행과 정식으로 동료가 된다. 생일은 11월 4일, 별자리는 전갈자리.
마도카 아구리(아링) / 큐어 에이스 (円 亜久里 / キュアエース)
성우 - 쿠기미야 리에, 송하림
색깔 -      빨간색
22화에서 큐어 하트 일행이 위기에 빠진 순간 나타난 수수께끼의 프리큐어. 마나 일행에게 '프리큐어 다섯가지 맹세'를 하나씩 전수하며 새로운 무대로 안내한다. 변신 전에는 초등학생 4학년생의 소녀지만, 변신 후에는 신체가 성장하여 아름다운 여성으로 변한다. 나이에 비해 굉장히 조숙하지만, 좋아하는 달콤한 과자를 먹으면 평소보다 말이 많아지는 등 나이에 알맞은 귀여운 면도 있다. 27화부터 마나 일행에 합류하게 된다. 5분 프리큐어라서 5분 뒤에는 변신이 풀려버리는 약점이 있었지만, 45화에 이 시점에서 이터널 골드 크라운의 힘으로 완전한 프리큐어로 거듭났으며, 정체는 마리 앙쥬의 빛이다.

### 트럼프 왕국 / 공화국
마리 앙쥬(앤)
성우 - 이마이 유카, 장미
앤 왕녀라고도 불리는 트럼프 왕국의 공주. 가련해 보이지만 실은 호기심 강하고 말괄량이 같은 성격. 또한 자신보다 국민들을 우선적으로 생각하는 등 공주로서 책임감이 강하고 지코츄의 트럼프 왕국 침략에 스스로 앞장서서 싸우는 용맹함도 보였다. 큐어 소드와는 공주와 신하의 관계를 넘어서 자매와 같은 친밀한 관계를 가졌으며, 죠나단 크론다이크(조 오카다)와는 서로의 미래를 맹세한 약혼한 사이이기도 하였다. 그러나 지코츄의 침략 당시 나라를 지키기 위해 애쓰다가 큐어 소드와 인간계로 도망가는 도중에 페르에게 프쉬케를 오염되기 직전 자신의 프쉬케를 꺼내어 2등분으로 갈라 보낸 뒤에 그 자리에 퇴화(사망)하게 되어 아이짱으로 환생하게 되며, 둘로나뉜 프쉬케 중 반은 레지나로 ,나머지 절반은 마도카 아그리(큐어 에이스)가 된다. 최종화에서 마코토를 비롯한 이들과 마지막 작별인사를 나누며 마지막으로 남아있던 본인의 의식까지 소멸을 했다.
조 오카다(조 오커) / 죠나단 크론다이크
성우 - 사쿠라이 타카히로, 김현욱
악세사리점을 운영하는 금발머리의 청년. 마나, 릿카, 아리스에게 큐어 라비즈를 건내준 인물이다. 종 잡을 수 없는 성격이지만, 그 정체는 트럼프 왕국의 전사이자 마리 앙쥬의 약혼자이다. 최종화에서 트럼프 공화국의 초대 대통령으로 선출되었다.
샤를
성우 - 니시하라 쿠미코, 이새아
색깔 -      분홍색
트럼프 왕국의 귀족으로 큐어 하트의 파트너. 따뜻한 마음을 지닌 노력파. 모티브는 토끼. 인간으로 변하면 중학생 .
라켈
성우 - 테라사키 유카, 곽규미
색깔 -      하늘색
트럼프 왕국의 귀족으로 큐어 다이아몬드의 파트너. 착실한 성격. 모티브는 강아지. 인간으로 변하면 초등학생 .
란스
성우 - 오오하시 아야카, 윤은서
색깔 -      노란색
트럼프 왕국의 귀족으로 큐어 로제타의 파트너. 귀족 요정 중에서 제일 나이가 어리며 어리광쟁이. 모티브는 아기곰. 인간으로 변하면 유치원생 .
다비
성우 - 우치야마 유미, 장예나
색깔 -      보라색
트럼프 왕국의 귀족으로 큐어 소드의 파트너. 혼자서 싸우려 하는 소드를 늘 걱정스럽게 생각한다. 모티브는 고양이. 인간으로 변하면 DB가 된다.
DB
인간계에서 생활하기 위해 다비가 인간의 여자 어른으로 변신한 모습. 안경을 쓰고 있으며, 감색의 수트를 입고 보라색의 스페이드형 귀걸이를 하고 있다. 이 때의 모습으로 아이돌인 마코토의 매니저 겸 보디가드 일을 하고 있다. 요정 때의 특징적인 말버릇은 사라지고, 말투나 목소리, 성격 모두 침착하고 어른스럽게 변한다.
아이쨩(아이) (アイちゃん)
성우 - 이마이 유카, 장미
색깔 -      분홍색
8화부터 등장. 죠 오카다의 가게에서 있던 알에서 태어난 요정. 말 버릇은 "큐피랍빠~". 큐어 에이스의 파트너. 마리 앙쥬의 퇴화된 모습이다.

### 지코츄
킹 지코츄
성우 - 오오츠카 호우츄, 민응식
지코츄의 왕. 트럼프 왕국을 멸망시킨 장본인이며 21화에서 본 모습을 드러냈으며 인간계를 점령하여 모든 인간들을 지코츄화 시키고 인간계를 멸망 시키려는 목적을 가지고 있지만 그러나 실제로는 충격적으로 정체는 흑화 당했던 트럼프 왕국의 왕이며 마리 앙쥬/앤의 아빠. 이후 프리큐어들은 킹 지코츄의 몸 속으로 들어 가 그의 내부에 갇혀 돌이 되어버린 국왕을 구출하는데 성공.결국에는 딸이 3명(아랑,레지나,아이)이 생겨버린듯이 되었다. 프리큐어의 활약으로 프시케가 정화되면서 원래 모습으로 돌아온다. 최종화에서는 왕 자리에서 물러나 마나네가 사는 곳에서 지내게 되었다.
레지나 (レジーナ)
성우 - 와타나베 쿠미코, 은정
미소녀의 모습을 하고 있으며, 이라와 커플링이 있다. 긍정적이고 상큼발랄한 성격으로 주변에 민폐를 끼치면서도 아무렇지도 않는 표정을 짓는 능력을 갖고 있지만 왜인지 마나와 친구들에게 친구가 되고 싶다고 말했다. 48화부터는 프리큐어 일행과 함께 트럼프 왕을 정화시켰고, 최종화에서 프로토 지코츄가 물리치자 마나와 릿카, 마코토랑 같은 오오가이 제1중학교로 편입하게 된다.
이라 (イーラ)
성우 - 타나카 마유미, 김연우
미소년의 모습을 하고 있으며 쿨하고 시원시원한 성격을 가지고 있으며 히시카와 릿카/루시아, 레지나 와 커플링이 있다. 그 번개를 맞고 기억상실증에 걸리게 되는데, 그 모습을 본 릿카가 이라를 도와주지만 그의 기억이 돌아온 후, 굴라가 프리큐어들을 공격하자, 굴라의 공격을 튕겨내며 프리큐어를 쓰러뜨리는 것은 바로 자신이라고 말한 후 사라진다. 초반에는 시크한 캐릭터로 많이 나왔지만, 이 후로는 그런 영향이 많이 줄어들었다. 최종결전 때에는 큐어 다이아몬드를 공격하려는 지코츄를 파괴하며 프리큐어를 쓰러뜨리는 것은 자신이라도 되 반복하지만 점점 착해져가는 모습을 볼 수 있다. 심지어 48화에서는 킹 지코츄의 몸 속에 들어가려는 큐어 다이아몬드에게 위험하다며 들어가지 못하게 막았다. 최종화에서 최종결전이 끝난 후에, 흐뭇한 미소를 짓게 된다.
베르 / 벨 (ペール)
성우 - 야마지 카즈히로, 신경선
아저씨의 모습이며 항상 막대사탕을 물고 있다.
마모 (マーモ)
성우 - 타나카 아츠코, 이재현
긴 머리의 인형이나 눈매가 날카롭고 피부 트러블에 민감하고 난감 하지만 도도하고 차가운 성격.
리바
성우 - 토비타 노부오, 박요한
모자에 화려한 의상, 파란 수염을 하고있지만 얼굴에는 화장을 한 남성.
굴라 / 글러
성우 - 아마다 마스오, 김민주
몸집이 크고 날카로운 이빨을 가진 남성이며 먹을 것을 항상 손에 드는지라 폭식 성향이 보인다.
프로토 지코츄(프로트 지코츄)
성우 - 이와사키 마사미, 이기성
두근두근! 프리큐어(심쿵! 프리큐어)의 최종보스. 지코츄의 진정한 왕이자 그 배후에서 우주를 지배하고 있던 존재. 어둠의 액체와 같은 모습을 하고 있으며 1만년 전에 큐어 엠프레스를 비롯한 3명의 프리큐어에 의해 격퇴되어 "이터널 골든 크라운/이터널 골드 크라운"의 힘으로 트럼프 왕국 지하에 봉인되어 있었지만 봉인된 상태에서도 어느정도의 능력을 발휘하며 46화에서 마리 앙주 왕녀를 병에 걸리게 하고 왕이 왕녀를 살리기 위해 이기적인 마음을 품게 만들어 왕이 자신의 봉인을 풀게 하는데 성공하고 국가를 희생해서라도 딸을 구하려고 했던 왕을 최고의 숙주라고 판단하고 자신의 숙주로 만들어서 킹지코츄를 탄생시킨 장본인이였다. 우주를 다시 어둠으로 지배하기 위해 큐어 하트의 프쉬케를 오염시키려고 했는데 파워업한 프리큐어 일행의 반격을 당하고 전투를 벌이다가 큐어 하트가 우주를 지배하고 1명이 되면 자기 중심이 될 수 없다는 묘한 설득을 듣고 큐어 하트가 사용한 강화된 필살기 마이 스위트 하트에 의해 그대로 정화되고 소멸.

### 프리큐어의 주변인물

#### 아이다 일가
아이다 켄다로
성우 - 카네미츠 노부아키, 황창영
아이다 마나의 아버지, 양식당 "돼지의 꼬리" 메인 세프.
아이다 아유미
성우 - 우에다 하루미, 윤은서
아이다 마나의 어머니.
반도 소키치
성우 - 이시즈미 아키히코, 박요한
아이다 마나의 외할아버지, 양식당 "돼지의 꼬리"의 전 주인.

#### 히시카와 일가
히시카와 유조
성우 - 마에다 코우, 김민주
히시카와 릿카의 아버지, 사진작가.
히시카와 료코
성우 - 유야 아츠코, 송하림
히시카와 릿카의 어머니, 의사.

#### 요츠바 일가
세바스찬
성우 - 오이카와 이조, 황창영
요츠바 아리스의 집사. 프리큐어의 정체를 유일하게 알고 있다.
요츠바 이치로
성우 - 무기히토, 신경선
요츠바 아리스의 할아버지, 무술에 만능하다.
요츠바 세이지
성우 - 나카무라 히데토시, 이기성
요츠바 그룹의 사장이며, 요츠바 아리스의 아버지. 일의 사정으로 인해 전 세계를 돌아 다니면서 영업 중 다른 나라 대통령이나 수상하고 접견하는 일도 많을 정도로 거물이다. 예전에는 몸이 약한 아리스를 과보호해서 집에서 못 나가게 했고, 아리스가 마나하고 릿카와 몰래 나가서 놀자 해외로 이사를 보내려고 했으나 아리스가 둘하고 함께 도망치면서 잘 달리게 된 것을 보고 인정해줬다. 33화에서 잠시 집에 들렀다가 헬기로 출장가는 중에 조종사가 지코츄가 되어버려서 추락할 뻔했으나 로제타에게 구해진다. 떠나기 전에 아리스에게 "미소를 지키는 것도 좋지만 너무 무리하지 마라."라고 큐어 로제타에게 전해달라고 하는 것을 보면 로제타의 정체를 알아챈 듯하다.
요츠바 쇼코
요츠바 아리스의 어머니. 프랑스 파리에서 오페라 가수로 활동 중이며 남편과 마찬가지로 집에는 잘 못 돌아오는 듯하나 47화에서 등장한다.

#### 마도카 일가
마도카 마리(마리)
성우 - 카라사와 준, 김연우
마도카 아그리의 할머니. 상냥한 성격의 다도 전문가. 고아인 아그리를 입양해 친손녀처럼 길러 주었다. 아그리가 큐어 에이스라는 사실은 오래 전부터 알고 있었다고 한다.

#### 기타
모리모토 에루(엘)
성우 - 모리야 사토미, 이재현
마도카 아그리의 친구.
이츠츠보시 레이나(레이나)
성우 - 효우세이, 김연우
요츠바 아리스의 소꿉친구이자 라이벌 관계, 그녀 역시 재벌집의 딸이다. 47화에서는 프리큐어 일행을 도왔다. 최종화에서 아리스랑 같은 명문 사립 나나츠바시 학원에 같이 다니게 된다.

## 주제가
OP
🇯🇵 Happy Go Lucky! ドキドキ!プリキュア
🇰🇷 Happy Go! Lucky! 심쿵 프리큐어!
ED1
🇯🇵 この空の向こう
🇰🇷 이 하늘 저편에는
ED2
🇯🇵 ラブリンク
🇰🇷 러브 링크

## 방영 목록 [더빙판]
| 화수             | 제목[우리말 더빙]                          |
| ---------------- | ------------------------------------------ |
| 제01화           | 지구의 위기! 홀로 남은 마지막 프리큐어!!   |
| 제02화           | 뜨끔! 큐어 하트의 정체가 들통나다?!        |
| 제03화           | 최고의 파트너 등장! 큐어 다이아몬드!!      |
| 제04화           | 난 사양할게! 프리큐어는 하고 싶지 않아!!   |
| 제05화           | 진짜? 큐어 소드가 그 애라고?!              |
| 제06화           | 대박! 리라가 우리 집에 온다고!?            |
| 제07화           | 아슬아슬한 싸움! 굿바이, 프리큐어!!        |
| 제08화           | 큐피랏파~! 신비한 아기 탄생!!              |
| 제09화           | 좌충우돌! 아이, 학교에 가다!!              |
| 제10화           | 전학생은 국민적인 슈퍼 아이돌!             |
| 제11화           | 프리큐어의 새로운 힘!                      |
| 제12화           | 내가 스승? 마나, 제자가 생기다!            |
| 제13화           | 왕녀님을 찾을 단서! 드디어 발견!?          |
| 제14화           | 꿈이냐 약속이냐! 루시아는 오늘도 고민 중!  |
| 제15화           | 바쁘다 바빠! 아이돌 리라의 일상!           |
| 제16화           | 못 말리는 레지나! 마나는 내 거야!          |
| 제17화           | 충격! 빼앗긴 크리스털!                     |
| 제18화           | 드디어 발견! 마지막 로열 크리스털!         |
| 제19화           | 크리스털을 사수하라! 지코츄 게임!          |
| 제20화           | 크리스털을 쫓아, 왕녀님이 계신 곳으로!     |
| 제21화           | 트럼프 왕국으로 출발! 왕녀님을 구하라!     |
| 제22화           | 극적인 등장! 새로운 전사, 큐어 에이스!     |
| 제23화           | 사랑을 되찾아라! 프리큐어, 다섯 가지 맹세! |
| 제24화           | 충격! 리라, 아이돌 은퇴 선언!              |
| 제25화           | 화려한 변신! 뉴 히로인 등장!?              |
| 제26화           | 내 진짜 마음은? 루시아는 여전히 고민 중!   |
| 제27화           | 들켰나!? 큐어 에이스의 약점!               |
| 제28화           | 가슴이 두근두근! 아링의 여름방학!          |
| 제29화           | 마나를 위해서! 샤를, 변신하다!             |
| 제30화           | 마지막 시련! 전설의 프리큐어!              |
| 제31화           | 마을의 대 위기! 탄생! 러브 패드            |
| 제32화           | 마나, 쓰러지다! 폭풍 같은 문화제!          |
| 제33화           | 드디어 아빠 등장! 앨리스네서 하룻밤을!     |
| 제34화           | 엄마는 힘들어! 칭얼대는 아이!              |
| 제35화           | 싫어 싫어! 아이! 이 닦이기 대작전!         |
| 제36화           | 넌 나의 히어로! 사랑에 빠진 라켈!          |
| 제37화           | 편식을 고치자! 당근 VS 아링!               |
| 제38화           | 벨의 속셈! 아이, 지코츄가 되다!?           |
| 제39화           | 보고 싶었어! 다시 만난 레지나!             |
| 제40화           | 전하고 싶은 마음! 리라, 신곡 발표!         |
| 제41화           | 앨리스의 꿈! 꽃으로 맺어진 친구            |
| 제42화           | 서프라이즈! 아링의 첫 생일!                |
| 제43화           | 소중한 사람에게! 아링의 참관수업!          |
| 제44화           | 지코츄의 함정! 마나가 빠진 크리스마스!     |
| 제45화           | 숙명의 대결! 에이스 VS 레지나!             |
| 제46화           | 에이스와 레지나! 탄생의 비밀!              |
| 제47화           | 큐어 하트의 다짐! 지키고 싶은 약속!        |
| 제48화           | 사랑의 힘으로! 프리큐어 vs 킹 지코츄!      |
| 제49화[마지막회] | 너에게 전해줄게! 마이 스위트 하트!         |

## 극장판
극장판 두근두근! 프리큐어 마나가 결혼을!? 미래를 이어주는 희망의 드레스
2013년 10월 26일 공개. 큐어 에이스와 아이짱이 영화 첫 출연.

### 크로스 오버 극장판
극장판 프리큐어 올스타즈 뉴 스테이지 2 마음의 친구
2013년 3월 16일 공개.
극장판 프리큐어 올스타즈 뉴 스테이지 3 영원의 친구
2014년 3월 15일 공개.
극장판 프리큐어 올스타즈 봄의 카니발♪
2015년 3월 14일 공개.
극장판 프리큐어 올스타즈 모두 함께 노래하다♪ 기적의 마법!
2016년 3월 19일 공개.
극장판 허긋토! 프리큐어♡두 사람은 프리큐어 올스타즈 메모리즈
2018년 10월 27일 공개. 프리큐어 15주년 기념작으로, 전작인 두 사람은 프리큐어 외 프리큐어 전 작품을 콜라보한 크로스 오버 작품이다.
극장판 프리큐어 미라클 유니버스
2019년 3월 16일 공개.
극장판 프리큐어 올스타즈 F
2023년 9월 15일 공개. 프리큐어 20주년 기념작이다.